# Vito De Grisantis
Vito De Grisantis (* 20. August 1941 in Lecce; † 1. April 2010 in Tricase) war römisch-katholischer Bischof von Ugento-Santa Maria di Leuca.

## Leben
Vito De Grisantis studierte Katholische Theologie am Diözesanseminar von Molfetta. Er wurde mit einer Arbeit über Ehe und Familie am Institut Johannes Paul II. der Lateranuniversität zum Dr. theol. promoviert und war Dozent an der Hochschule für Religionswissenschaft in Lecce. Er wurde am 27. Juni 1965 zum Priester geweiht. Von 1975 bis 2000 war er Pfarrer der Pfarrei St. Rose in Lecce und unterrichtete am Liceo Scientifico „C. De Giorgi“. Er wurde bekannt mit seinem Engagement für Mikrokredite für die ärmsten Teile der Bevölkerung.
De Grisantis wurde von Papst Johannes Paul II. am 13. Mai 2000 zum Bischof von Ugento-Santa Maria di Leuca ernannt. Die Bischofsweihe spendete ihm am 29. Juli desselben Jahres der Erzbischof von Palermo, Salvatore Kardinal De Giorgi; Mitkonsekratoren waren Cosmo Francesco Ruppi, Erzbischof von Lecce, und Domenico Caliandro, Bischof von Nardò-Gallipoli.
Vito De Grisantis starb nach langer Krankheit an einem malignen Lymphom.